# Lisa De Vanna
Lisa De Vanna (født 14. november 1984) er en kvindelig australsk fodboldspiller, der spiller som angriber for italienske Fiorentina i Serie A.